# Деармонд, Дана
Дана Деармонд (англ. Dana DeArmond, настоящее имя Дана Мишель Де Армонд (англ. Dana Michelle De Armond); род. 16 июня 1979, Форт-Брагг, Калифорния, США) — американская модель и порноактриса.
По данным на 2019 год снялась в 1071 фильме.

## Премии и номинации
- 2008: CAVR — Siren of Year[2]

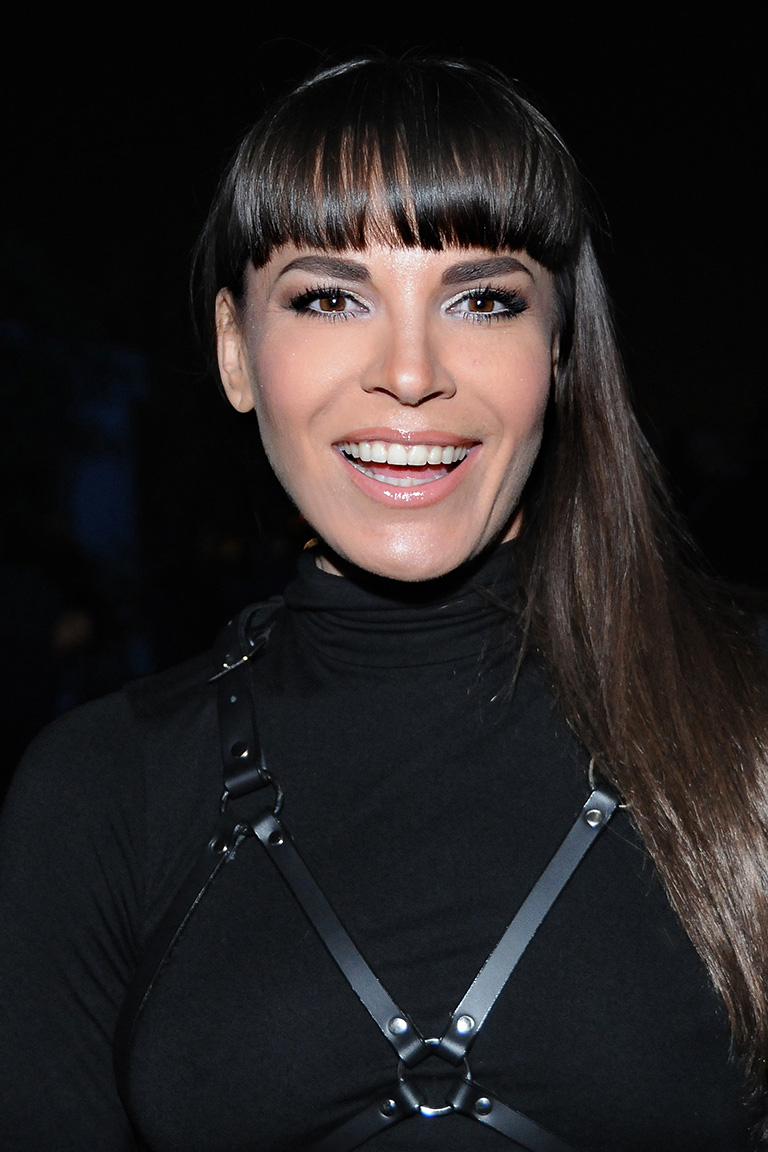
Дана Деармонд, 14 января 2015 года

- 2009: Urban X Award — Best Anal Sex Scene — Rico The Destroyer[3]
- 2012: AVN Award — Best Girl/Girl Sex Scene — Belladonna: Sexual Explorer[4]
- 2013: номинация на Urban X Award — Best 3 Way Sex Scene — Nacho Vidal Back to USA (вместе с Начо Видалом и Франческой Джеймс)
- 2016: Зал славы AVN[5]